# Parapriacanthus ransonneti
Parapriacanthus ransonneti är en fiskart som beskrevs av Steindachner, 1870. Parapriacanthus ransonneti ingår i släktet Parapriacanthus och familjen Pempheridae. Inga underarter finns listade i Catalogue of Life.